# Julio Lamas
Julio César Lamas (Buenos Aires, 9 de junio de 1964) es un entrenador de baloncesto argentino, considerado de los más importantes de la historia de su país. También incursionó en el fútbol, donde formó parte del cuerpo técnico del Club Atlético Central Córdoba, en 2022, y del Club Estudiantes de La Plata, en 2023, ambos dirigidos por Abel Eduardo Balbo.

## Carrera
En la década del ochenta, comenzó su trayectoria entrenando las divisiones inferiores del Club Deportivo San Andrés, en el cual había pasado su infancia y adolescencia. Promediando sus veinte años, se integró al plantel de León Najnudel, en el Sport Club Cañadense, como segundo entrenador ayudante.
En 1997, tras cinco temporadas en el Sport Club Cañada Gómez, tres en Olimpia Basketball Club y dos en Boca Juniors, Lamas, considerado ya uno de los mejores técnicos de Argentina, tomó las riendas de la selección nacional, que dirigió por dos años. En 1999, llegó a España para dirigir al Tau Cerámica, sustituyendo a Salva Maldonado. Después de un breve paso de una temporada por el Vitoria, optó por regresar a Argentina para dirigir al Club Atlético Obras Sanitarias de la Nación de Buenos Aires.
En la campaña 2001-02, el argentino regresó a España para hacerse cargo del CB Lucentum Alicante, en el que logró dos grandes temporadas. En la primera, logró el ascenso de la LEB a la ACB; en la segunda, ya en la máxima categoría del baloncesto español, guio al equipo hasta la fase de eliminación, donde perdió en cuartos de final ante el FC Barcelona.
Después de entrenar al Real Madrid durante la temporada 2004, regresó a Argentina, donde ganó títulos con Club Deportivo Libertad, Club Atlético Boca Juniors y Club Sportivo Ben Hur. Además se hizo cargo de la selección argentina de baloncesto.
Entrenó al Club Sportivo Ben Hur entre 2004 y 2007, donde logró ser campeón de la liga Sudamericana en 2006 y 2007. Más tarde entrenó al Club Deportivo Libertad entre 2007 y 2009, repitiendo en 2009 el título de campeón de la Liga Nacional de Básquet.
A fines de 2009, decidió tomarse un año sabático, por lo que no dirigió a ningún equipo de la LNB durante la temporada 09/10.
En 2011 dirigió al Club Atlético Obras Sanitarias de la Nación, en el que entrenó a jugadores de gran trayectoria como Juan Pedro Gutiérrez y Martín Osimani. En este mismo año ganó el Campeonato FIBA Américas organizado en Mar Del Plata, con la selección nacional. Este logro le permitió clasificar para los JJ. OO. de Londres 2012, donde la albiceleste conducida por Lamas alcanzó el cuarto puesto, cayendo con Rusia en el duelo decisivo por la medalla de bronce.
En 2013 logró el bronce en el Campeonato FIBA Américas desarrollado en Caracas, lo cual le permitió a Argentina clasificar para el Mundial de España, donde llegó a octavos de final.
Acompañando a Abel Balbo, en julio de 2022 el exentrenador se incorporó al cuerpo técnico de Central Córdoba, equipo de fútbol que competía en la Primera División de Argentina. Luego, en noviembre de ese mismo año, lo acompañó en su pase a Estudiantes de La Plata, donde integró su cuerpo técnico durante la temporada 2023.

## Trayectoria
- 1989 - 1992: Sport Club Cañadense - LNB -  Argentina.
- 1992 - 1995: Olimpia Basketball Club - LNB -  Argentina.
- 1995 - 1997: Boca Juniors - LNB -  Argentina.
- 1997 - 1999: Selección argentina de baloncesto -  Argentina.
- 1999 - 2000: TAU Cerámica - ACB -  España.
- 2000 - 2001: Obras Sanitarias - LNB -  Argentina.
- 2001 - 2003: CB Lucentum Alicante - ACB -  España.
- 2003 - 2004: Real Madrid - ACB -  España.
- 2004 - 2007: Ben Hur - LNB -  Argentina.
- 2007 - 2009: Libertad - LNB -  Argentina.
- 2010 - 2012: Obras Sanitarias - LNB -  Argentina.
- 2011 - 2014: Selección argentina de baloncesto -  Argentina.
- 2014 - 2015: Obras Sanitarias - LNB -  Argentina.
- 2015 - 2017: San Lorenzo de Almagro - LNB -  Argentina.
- 2017 - 2021: Selección japonesa de baloncesto

## Palmarés

### Campeonatos nacionales
- Liga Nacional de Básquet: 
  - Boca Juniors: 1996-97.
  - Ben Hur: 2004-05.
  - Libertad: 2007-08.
  - San Lorenzo de Almagro 2015-2016, 2016-2017.

- Torneo Súper 8:
  - Libertad: 2007.

- Torneo Súper 4:
  - San Lorenzo de Almagro: 2017.

- LEB:
  - Club Baloncesto Lucentum Alicante: 2001-02.

- Copa del Príncipe:
  - Club Baloncesto Lucentum Alicante: 2002.

### Campeonato internacionales
- Liga Sudamericana de Clubes: 
  - Ben Hur: 2006.
  - Obras Sanitarias: 2011.

- Campeonato FIBA Américas:
  - Selección Argentina: 2011

### Consideraciones personales
- Entrenador del Año de la LNB: 1990-91, 1996-97, 2004-05, 2005-06, 2006-07, 2007-08, 2010-11.
- Juego de las Estrellas de la LNB: 1991, 1997, 1998, 2005, 2006, 2007, 2008, 2011, 2012.